# Genio della Vittoria
Il Genio della Vittoria è una scultura marmorea (h 261 cm) di Michelangelo Buonarroti, databile al 1532-1534 circa e conservata nel Salone dei Cinquecento di Palazzo Vecchio a Firenze.

## Storia
Non si sa di preciso quando la statua venne scolpita, ma essa è in genere riferita al progetto per la tomba di Giulio II, destinata a decorare una delle nicchie inferiori di uno degli ultimi progetti, magari quello del 1532 a cui sono riferiti anche i Prigioni della Galleria dell'Accademia. Forse nel monumento era accoppiato, sull'altro lato, a una figura di lottatori simile, di cui esiste un bozzetto a Casa Buonarroti: il cosiddetto Ercole-Sansone.
Con le celebri statue non-finite, il Genio ha infatti in comune una parte della storia nota: rimaste nello studio dell'artista in via Mozza dopo la sua definitiva partenza da Firenze nel 1534, divennero di proprietà di suo nipote Leonardo Buonarroti, il quale provò prima a venderle nel 1544 (senza ottenere però la necessaria autorizzazione), poi, su suggerimento di Daniele da Volterra, a farle collocare sulla tomba di Michelangelo in Santa Croce (1564), ma Giorgio Vasari espresse un parere negativo, suggerendo piuttosto di regalarle al duca Cosimo I de' Medici, come di fatto avvenne quello stesso anno. Se i Prigioni vennero destinati alla Grotta del Buontalenti nel Giardino di Boboli, il Genio finì per decorare il Salone dei Cinquecento, lungo le pareti, mischiato tra le statue delle Fatiche di Ercole di Vincenzo de' Rossi e altre.
Nel 1868, tre anni dopo l'apertura del Museo nazionale del Bargello, la statua venne destinata alle raccolte di statuaria fiorentina che allora si andavano radunando nel museo. Tornò a Palazzo Vecchio solo il 6 novembre 1921, venendo però collocata nella nicchia moderna al centro della parete posteriore della sala, dove era stata ospitata al tempo di Firenze capitale la statua di Girolamo Savonarola, oggi in piazza Savonarola. Solo in anni recenti si è preferito riportarla alla sua collocazione antica lungo la parete destra.

## Descrizione e stile
L'assegnazione al progetto della tomba e la datazione si basa su elementi stilistici che legano l'opera ai Prigioni, come la torsione del corpo e l'anatomia vigorosa, le misure compatibili. Inoltre sulla testa ha una corona di foglie di quercia che alluderebbe allo stemma Della Rovere.
La scultura non rappresenta un momento di lotta, essendo un'allegoria, ma rappresenta lo stato del vincitore, che domina lo sconfitto tenendolo sottomesso con agilità, con una gamba che blocca il corpo del sottomesso, ripiegato e incatenato. Il giovane che rappresenta il genio è bello ed elegante, mentre il dominato è vecchio e barbuto, con un fisico flaccido e un'espressione rassegnata. Anche le superfici sono trattate in maniera diversa per esaltare espressivamente il contrasto tra le due figure: il giovane levigato alla perfezione, il vecchio ruvido e incompleto, per lasciare il ricordo della pesante pietra di cui è fatto.
Secondo alcuni studiosi, il Genio avrebbe le fattezze di Tommaso de' Cavalieri, giovane nobile romano conosciuto da Michelangelo a Roma nel 1532, del quale il Buonarroti si sarebbe invaghito e a cui dedicò molte rime amorose; il vecchio, invece, succube del Genio, alluderebbe allo stesso Michelangelo, vinto dalle armi della bellezza di Tommaso.